# Aquarela
Aquarela er en tysk dokumentarfilm fra 2016 instrueret af Victor Kossakovsky.

## Handling
Filmen tager os med på en verdensomspændende odyssé - set fra vandets perspektiv. Fra et isbjerg bryder af iskappen på Nordpolen, mens det smelter og ender som vand på sin rejse over havene. En rejse rundt om hele kloden og gennem hele registret af menneskelige følelser.